# Les Voleurs de la nuit
Les Voleurs de la nuit is een Amerikaanse misdaadfilm uit 19684 onder regie van Samuel Fuller.

## Verhaal
Wanneer enkele werkloze jongeren elkaar treffen op een arbeidsbureau, besluiten ze wraak te nemen op de ambtenaren die hen vernederen. Een van hun slachtoffers maakt echter een dodelijke val en de politie verdenkt hen meteen van moord.

## Rolverdeling
| Acteur                | Personage           |
| --------------------- | ------------------- |
| Véronique Jannot      | Isabelle            |
| Bobby Di Cicco        | François            |
| Victor Lanoux         | Inspecteur Farbet   |
| Stéphane Audran       | Moeder van Isabelle |
| Camille de Casabianca | Corinne             |
| Micheline Presle      | Geneviève           |
| Rachel Salik          | Mussolini           |
| Marthe Villalonga     | Conciërge           |
| Andréas Voutsinas     | José                |
| Claude Chabrol        | Louis Crépin        |